# LMDS (groupe)
Pour les articles homonymes, voir LMDS.
LMDS, sigle pour « Les Messagers du Son », est un groupe de hip-hop canadien, originaire de Montréal, au Québec. Il se compose de Lyrik et Mélo. Lyrik est en fait Cyril Kamar (K-Maro) d'origine libanaise et Mélo est Adil Takhssait (Vaï) natif du Maroc. LMDS compte plus de 70 spectacles dans des écoles et des salles de spectacles ainsi que lors de festivals tels le Festival d'été de Québec, le Festival franco-ontarien et, surtout, les FrancoFolies de Montréal en 1999.

## Biographie
Dès l'âge de 15 ans, Cyril Kamar et Adil Takhssait forment en 1994 le groupe hip-hop LMDS (Les Messagers du Son),. Les deux rappeurs sont généralement accompagnés de Phil Greiss, le compositeur et arrangeur du groupe, des choristes Annie et Marco, de DJ Benoît ainsi que des danseuses Pascale et Nathalie qui exécutent des chorégraphies du danseur Angelo. Les membres essayent de suivre les traces du groupe québécois Dubmatique.
LMDS publie son premier album intitulé Les messagers du son, en décembre 1997. LMDS est élu « révélation de la scène » aux FrancoFolies de Montréal en 1998. Vaï décide entretemps de se consacrer à l'écriture de son premier projet solo. En 1999, le groupe publie son deuxième album, Il faudrait leur dire, qui obtient une nomination de l'ADISQ pour le meilleur album hip-hop 1999/2000. Le 12 septembre 1999, Lyrik et Mélo, les deux MC du groupe hip-hop montréalais LMDS, offrent un spectacle au profit des jeunes chercheurs en sciences biomédicales de l'Université de Montréal dans le cadre de la campagne Relève médecine 2000. 

## Discographie
- 1997 : Les messagers du son
- 1999 : Il faudrait leur dire